# Alison Whitney
Alison Whitney es una actriz estadounidense, quien apareció en películas como Kinky Killers, Bacterium, Polycarp y Hooking Up. Ella apareció en la videoserie de Nintendo Nintendo Week como una de los dos anfitriones principales desde el 14 de septiembre de 2009 hasta el 2 de febrero de 2012.
Alison Whitney nació y creció en Rockville Center, Nueva York.Se graduó de la preparatoria con el prestigioso diploma internacional de barchillerato con una especialidad en teatro.